# Julie i Julia
Julie i Julia (títol original en anglès Julie & Julia) és una comèdia dramàtica de 2009 escrita i dirigida per Nora Ephron. La història, basada en l'autobiografia de Julia Child, My life in France, i les memòries de Julie Powell, Julie i Julia, contrasta la vida de Julia Child, durant els primers anys de la seva carrera gastronòmica a París, amb la vida de Julie Powell que, cinquanta anys més tard, es va proposar cuinar en un any les 524 receptes que Julia Child havia recollit en un llibre.
Les dues actrius escollides per retratar les vides d'aquestes dues dones i la seva passió per la cuina van ser Meryl Streep i Amy Adams. Acompanyant-les destaca la presència de Stanley Tucci, en el paper del marit de Julia Child, i la de Jane Lynch, que va interpretar a la seva germana, Dorothy McWilliams.
Estrenada el 30 de juliol de 2009 al Teatre Ziegfeld de Nova York, la pel·lícula va rebre elogis de la crítica internacional per la sublim representació que Meryl Streep va fer de Julia Child. Un rol que li va donar a l'actriu el seu setè Globus d'Or a més de les seves respectives nominacions als Premis Bafta i Oscars.

## Argument
Julie Powell (Amy Adams), una dona de 30 anys resident de Queens, té una monòtona feina de secretària. Buscant qualsevol cosa que tregui la monotonia a la seva existència, decideix agafar la còpia de la seva mare del llibre de cuina que Julia Child va escriure el 1961: Dominar l'art de la cuina francesa. Després d'haver-lo llegit, Julie es proposa cuinar totes i cada una de les receptes del llibre de Julia Child (Meryl Streep) en un any. L'objectiu són 524 receptes en 365 dies. Una experiència que anirà relatant en un blog: el Projecte Julie/Julia.

## Repartiment
| Intèrpret         | Personatge          | Veu en català        |
| ----------------- | ------------------- | -------------------- |
| Meryl Streep      | Julia Child         | Maifé Gil            |
| Amy Adams         | Julie Powell        | Marta Barbarà        |
| Stanley Tucci     | Paul Child          | Joan Carles Gustems  |
| Chris Messina     | Eric Powell         | Carles Di Blasi      |
| Jane Lynch        | Dorothy McWilliams  | Maria Jesús Lleonart |
| Linda Emond       | Simone Beck         | Margarida Minguillón |
| Helen Carey       | Louisette Bertholle | Aurora García        |
| Mary Lynn Rajskub | Sarah               | Esther Solans        |

## Reacció

### Crítica
Julie i Julia en general, va rebre comentaris favorables dels crítics. Fausto Fernández, de la revista Fotogramas, la va definir com una "deliciosa història de superació i descobriment". Encara que "no ofereix ingredients nous" i, fins i tot, alguns experts l'han arribat a titllar d'"insulsa" i "difícil digestió", es considera que no li falta "qualitat per a l'entreteniment".

### Taquilla
El novembre de 2009 la pel·lícula havia superat els 100 milions de dòlars d'ingressos en la taquilla mundial doblant el pressupost de 40 milions que s'havia destinat a la seva producció.

### Premis
Premis OscarNominada a l'Oscar a la millor actriu per Meryl Streep
Globus d'orGuanyadora del Millor Actriu Musical o Còmica per Meryl Streep. Nominada a la Millor Pel·lícula Musical o Còmica
Premis BAFTANominada a la Millor actriu per Meryl Streep

## Estratègia de màrqueting
Molts restaurants van aprofitar l'atractiu de la pel·lícula per elaborar menús especials que satisfessin el desig gastronòmic d'aquells que sortien del cine amb l'estómac obert i demanant a crits alguns dels plats que acabaven de veure preparar i gaudir a Streep i Adams. La pel·lícula també va ser una bona notícia per les escoles de cuina, especialment per aquelles que ensenyaven gastronomia francesa, que van veure com després de l'estrena de la cinta s'incrementaven les inscripcions de nous alumnes. El fenomen gastronòmic causat per Julie i Julia s'assembla bastant al que fa cinc anys va provocar Entre copes, pel·lícula independent en la qual dos homes feien un viatge iniciàtic en el món del vi pels cellers californians.